# Tabatiär

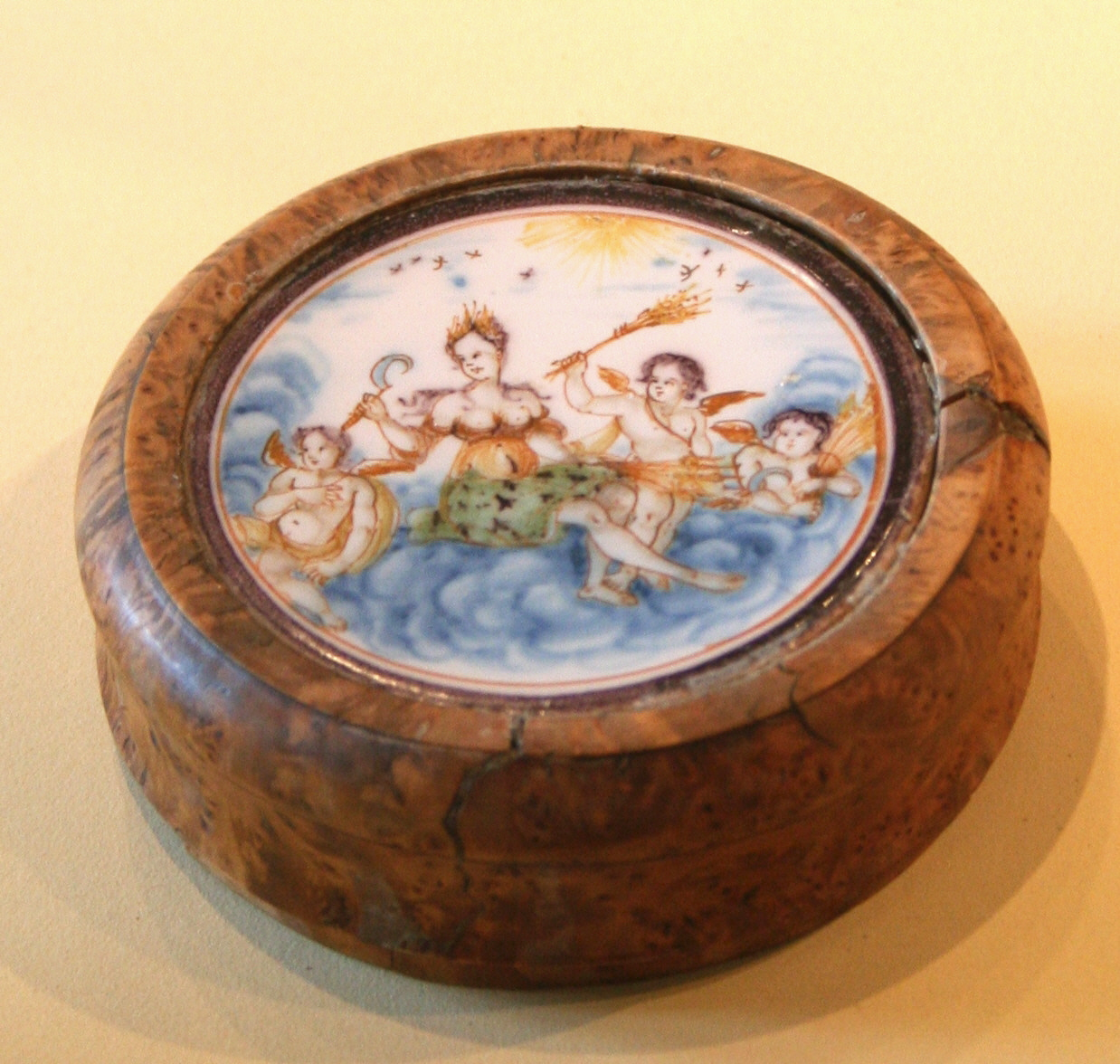
Tabatiär

Tabatiär är en dosa för luktsnus som förekom främst under 1700-talet.

## Se även

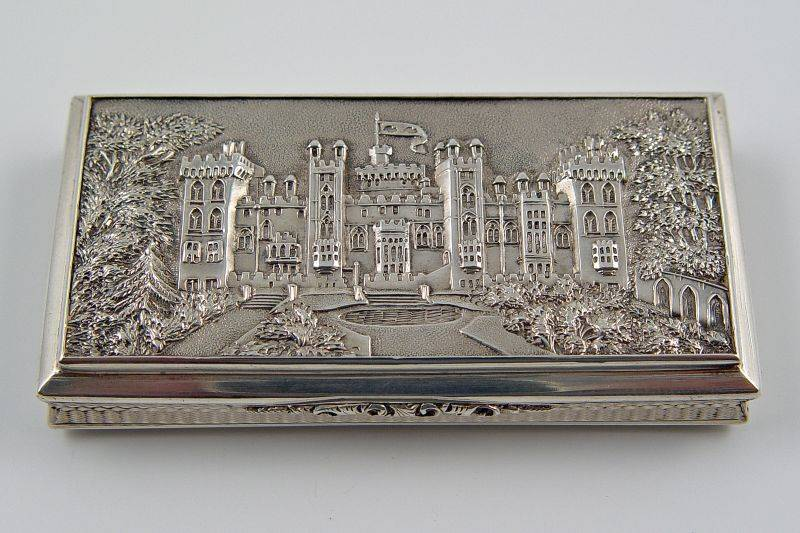
Snusdosa i silver, kring 1838